# Berberé
 (février 2024).
Si vous disposez d'ouvrages ou d'articles de référence ou si vous connaissez des sites web de qualité traitant du thème abordé ici, merci de compléter l'article en donnant les références utiles à sa vérifiabilité et en les liant à la section « Notes et références ».
Le berberé (amharique : በርበሬ bärbäre ; tigréen : በርበረ bärbärä ; oromo : barbaree), est une préparation d’épices et d'aromates utilisée en Éthiopie et en Érythrée. On y trouve du piment séché, de l’ail, du gingembre, de l'oignon rouge, de la graine de rue, de la cardamome, du clou de girofle ou de la cannelle.

## Présentation
Cette préparation est utilisée dans la plupart des plats en sauce de la cuisine éthiopienne. En Europe, ce mélange d'épices est recherché puisqu'il peut avoir la même fonction culinaire que le paprika, tout en ayant un pouvoir aromatique plus développé.
En Éthiopie, chaque famille prépare son berberé selon ses goûts, mais il est toujours très piquant. En Europe, les préparations disponibles contiennent le plus souvent moins de piment.
Le berberé, sur l'échelle de Scoville qui mesure l'intensité d'un piment, est moyen.

## Étymologie
L'étymologie du mot le rattache au terme latin barbare.

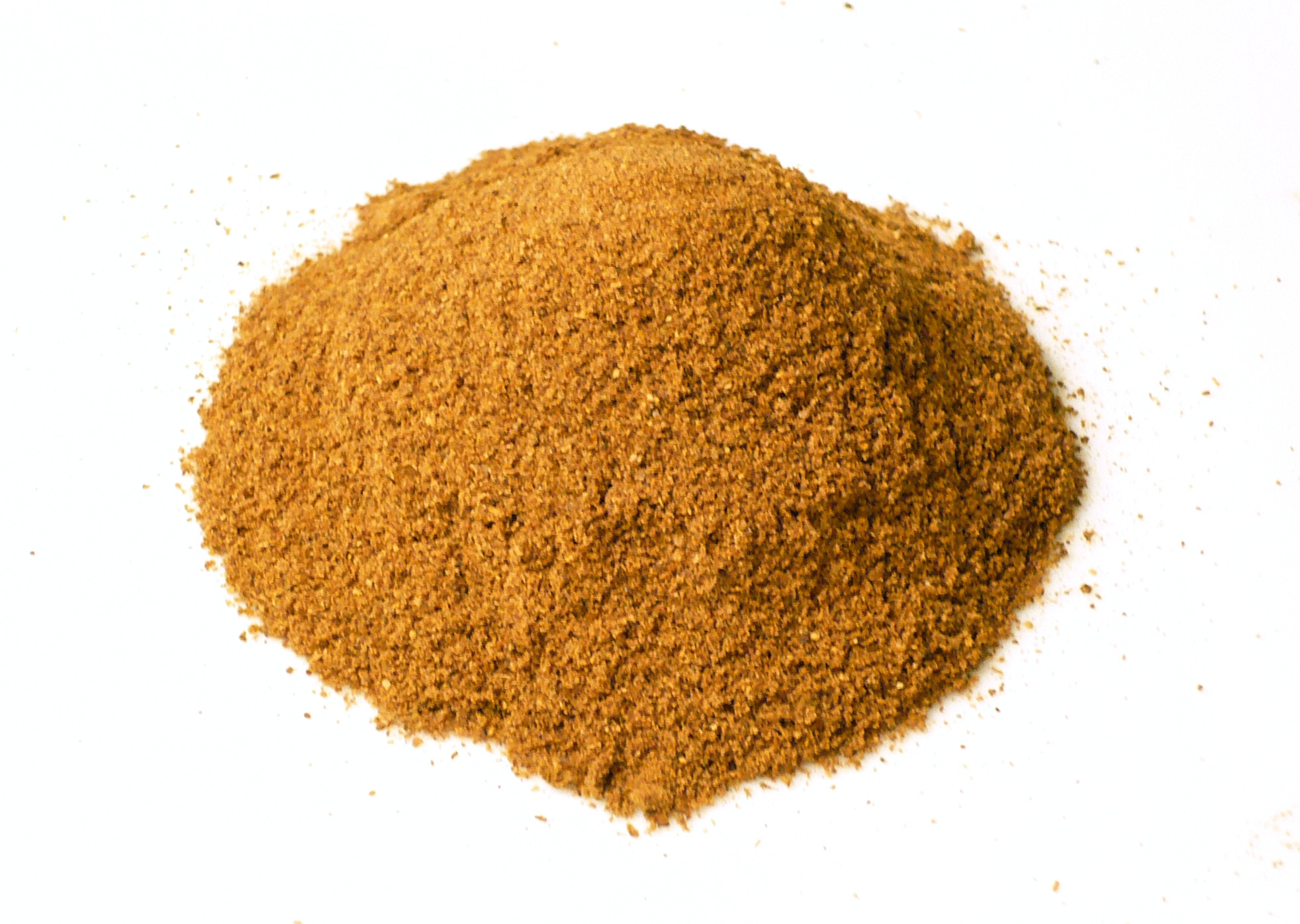
Berberé.

## Utilisation
Exemples d'utilisations : 
- doro wať[1] ;
- poulet rôti au berberé éthiopien[2].